# Juan Esnáider
Juan Eduardo Esnáider (Mar del Plata, 5 marzo 1973) è un allenatore di calcio ed ex calciatore argentino, di ruolo attaccante.

## Biografia
È nato in una famiglia di origini spagnole e tedesche, infatti Esnáider è la forma ispanizzata di Schneider.

## Caratteristiche tecniche

### Giocatore
Esnáider era un attaccante forte di testa e che poteva giocare indifferentemente con uno o due compagni di reparto, potendo fare sia da sponda sia da centravanti. Dotato di uno spiccato senso del gol, durante la carriera si fece notare più volte per il suo carattere ribelle: ricevette numerose espulsioni e squalifiche, inoltre spesso non ebbe un buon rapporto con compagni e allenatori.

## Carriera

### Giocatore

#### Club
Debuttò tra i professionisti con il Ferro Carril Oeste il 2 settembre 1990, contro il Vélez Sarsfield. Col club argentino giocò 6 partite.
Nell'aprile 1991 fu acquistato dal Real Madrid per 200 milioni di pesetas. Lo fece crescere inizialmente nella squadra satellite del Real M. Castilla. Nella Segunda División realizzò 18 gol in 44 partite ma di fatto non riuscì mai a imporsi concretamente in prima squadra, segnando complessivamente 2 gol in 28 partite. Trovando poco spazio al Real Madrid, fu ceduto al Real Saragozza, con cui vinse la Coppa del Re 1993-1994 e la Coppa delle Coppe 1994-1995, segnando una rete in finale e diventando vice-capocannoniere del torneo.
Il Real Madrid quindi lo comprò di nuovo, ma dopo poco tempo passò all'Atlético Madrid, dove ebbe un buon rendimento tuttavia rovinato dalle sue pessime relazioni con il tecnico Radomir Antić, che lo portarono ad abbandonare il club l'anno dopo per trasferirsi all'Espanyol. Una volta, sul pullman della squadra di Barcellona, prese a pugni il compagno di squadra Miguel Ángel Benítez perché aveva attaccato i compagni in pubblico.
Nel gennaio 1999 la Juventus lo acquistò a seguito del grave infortunio di Alessandro Del Piero, pagandolo circa 12 miliardi di lire. A Torino non lasciò buoni ricordi e non riuscì nemmeno a segnare un gol in campionato, andando a segno solo una volta in Coppa Italia e una in Coppa UEFA, contro i ciprioti dell'Omonia.
Tornò così in Spagna, ceduto in prestito al Real Saragozza nel dicembre 2000, contribuendo alla salvezza della squadra e soprattutto alla vittoria della Copa del Rey battendo in finale il Celta Vigo. Nel gennaio 2002, dopo una breve parentesi al Porto, ritornò in patria viene girato in prestito al River Plate.
Lasciò il calcio giocato nel 2006, diventando commentatore sportivo per Aragón Televisión nel programma Directo Fútbol.

#### Nazionale
Nel 1991 partecipò al mondiale under 20 disputato in Portogallo: in questa competizione aggredì in campo l'arbitro e ricevette una squalifica internazionale di un anno.
In carriera conta anche 3 presenze con la nazionale argentina.

### Allenatore
Il 27 aprile 2009 diventa viceallenatore del Getafe, lavorando con l'ex allenatore della cantera del Real Madrid, Michel, per le ultime 5 partite della stagione 2008-2009, con l'obiettivo di evitare la retrocessione del Getafe. Il club di Madrid raggiunge la salvezza e le semifinali di Coppa del Re. Nel dicembre 2010 lascia il club per cercare un incarico da primo allenatore. Il 10 giugno 2011 diventa direttore della Ciudad Deportiva del Real Saragozza e allenatore del Real Saragozza B. Il 28 giugno 2012 si dimette dalla guida. Torna successivamente in Argentina, ricopre la carica di manager del Cadetes de San Martin di Mar del Plata.
L'8 aprile 2013 diventa nuovo tecnico del Cordoba sostituendo l'esonerato Rafael Berges. Con i Cordobesistas dirige le ultime nove partite della Liga Adelante, piazzandosi al quattordicesimo posto. Il 27 giugno viene sostituito da Pablo Villa. Il 12 aprile 2016 viene ufficializzato come nuovo tecnico del Getafe, che aveva già precedentemente guidato in qualità di vice nel 2009-2010. Il 26 settembre 2016 viene esonerato dopo la sconfitta contro il Girona, la terza in campionato.

## Statistiche

### Cronologia presenze e reti in nazionale
| Cronologia completa delle presenze e delle reti in nazionale ― Argentina | Cronologia completa delle presenze e delle reti in nazionale ― Argentina | Cronologia completa delle presenze e delle reti in nazionale ― Argentina | Cronologia completa delle presenze e delle reti in nazionale ― Argentina | Cronologia completa delle presenze e delle reti in nazionale ― Argentina | Cronologia completa delle presenze e delle reti in nazionale ― Argentina | Cronologia completa delle presenze e delle reti in nazionale ― Argentina | Cronologia completa delle presenze e delle reti in nazionale ― Argentina |
| Data                                                                     | Città                                                                    | In casa                                                                  | Risultato                                                                | Ospiti                                                                   | Competizione                                                             | Reti                                                                     | Note                                                                     |
| ------------------------------------------------------------------------ | ------------------------------------------------------------------------ | ------------------------------------------------------------------------ | ------------------------------------------------------------------------ | ------------------------------------------------------------------------ | ------------------------------------------------------------------------ | ------------------------------------------------------------------------ | ------------------------------------------------------------------------ |
| 21-12-1995                                                               | Mendoza                                                                  | Argentina                                                                | 6 – 0                                                                    | Venezuela                                                                | Amichevole                                                               | -                                                                        |                                                                          |
| 28-12-1996                                                               | Mar del Plata                                                            | Argentina                                                                | 2 – 3                                                                    | Jugoslavia                                                               | Amichevole                                                               | -                                                                        |                                                                          |
| 12-10-1997                                                               | Buenos Aires                                                             | Argentina                                                                | 0 – 0                                                                    | Uruguay                                                                  | Qual. Mondiali 1998                                                      | -                                                                        | 70’                                                                      |
| Totale                                                                   |                                                                          | Presenze                                                                 | 3                                                                        |                                                                          | Reti                                                                     | 0                                                                        |                                                                          |

| Cronologia completa delle presenze e delle reti in nazionale ― Argentina under 20 | Cronologia completa delle presenze e delle reti in nazionale ― Argentina under 20 | Cronologia completa delle presenze e delle reti in nazionale ― Argentina under 20 | Cronologia completa delle presenze e delle reti in nazionale ― Argentina under 20 | Cronologia completa delle presenze e delle reti in nazionale ― Argentina under 20 | Cronologia completa delle presenze e delle reti in nazionale ― Argentina under 20 | Cronologia completa delle presenze e delle reti in nazionale ― Argentina under 20 | Cronologia completa delle presenze e delle reti in nazionale ― Argentina under 20 |
| Data                                                                              | Città                                                                             | In casa                                                                           | Risultato                                                                         | Ospiti                                                                            | Competizione                                                                      | Reti                                                                              | Note                                                                              |
| --------------------------------------------------------------------------------- | --------------------------------------------------------------------------------- | --------------------------------------------------------------------------------- | --------------------------------------------------------------------------------- | --------------------------------------------------------------------------------- | --------------------------------------------------------------------------------- | --------------------------------------------------------------------------------- | --------------------------------------------------------------------------------- |
| 15-6-1991                                                                         | Lisbona                                                                           | Argentina under 20                                                                | 0 – 1                                                                             | Corea unificata under 20                                                          | Mondiali Under-20 1991 - 1º turno                                                 | -                                                                                 |                                                                                   |
| 17-6-1991                                                                         | Lisbona                                                                           | Portogallo under 20                                                               | 3 – 0                                                                             | Argentina under 20                                                                | Mondiali Under-20 1991 - 1º turno                                                 | -                                                                                 | 89’                                                                               |
| Totale                                                                            |                                                                                   | Presenze                                                                          | 2                                                                                 |                                                                                   | Reti                                                                              | 0                                                                                 |                                                                                   |

## Palmarès

### Giocatore

#### Club

##### Competizioni nazionali
- Coppa di Spagna: 3

Real Madrid: 1992-1993
Real Saragozza: 1993-1994, 2000-2001
- Supercoppa di Spagna: 1

Real Madrid: 1993
- Supercoppa di Portogallo: 1

Porto: 2001-2002

##### Competizioni internazionali
- Coppa delle Coppe: 1

Real Saragozza: 1994-1995
- Coppa Intertoto UEFA: 1

Juventus: 1999

#### Individuale
- Capocannoniere del campionato sudamericano di calcio Under-20: 1

1991 (7 gol)